# 双桂乡 (文成县)
双桂乡是中华人民共和国浙江省温州市文成县下辖的一个乡。
2015年12月25日，浙江省人民政府批复同意调整峃口镇管辖范围，增设双桂乡，乡政府驻桂溪村。

## 行政区划
双桂乡下辖以下村级行政区划单位：
周山下村、桂西村、宝丰村、垟山村、双垟包村、桂东村、桂溪村和桂阳村。